# Liste der Baudenkmale in Dedelstorf
In der Liste der Baudenkmale in Dedelstorf sind alle Baudenkmale der niedersächsischen Gemeinde Dedelstorf aufgelistet. Die Quelle der  Baudenkmale ist der Denkmalatlas Niedersachsen. Der Stand der Liste ist der 13. Januar 2021.

## Allgemein
In den Spalten befinden sich folgende Informationen:
- Lage: die Adresse des Baudenkmales und die geographischen Koordinaten. Kartenansicht, um Koordinaten zu setzen. In der Kartenansicht sind Baudenkmale ohne Koordinaten mit einem roten Marker dargestellt und können in der Karte gesetzt werden. Baudenkmale ohne Bild sind mit einem blauen Marker gekennzeichnet, Baudenkmale mit Bild mit einem grünen Marker.
- Bezeichnung: Bezeichnung des Baudenkmales
- Beschreibung: die Beschreibung des Baudenkmales. Unter § 3 Abs. 2 NDSchG werden Einzeldenkmale und unter § 3 Abs. 3 NDSchG Gruppen baulicher Anlagen und deren Bestandteile ausgewiesen.
- ID: die Objekt-ID des Baudenkmales
- Bild: ein Bild des Baudenkmales, ggf. zusätzlich mit einem Link zu weiteren Fotos des Baudenkmals im Medienarchiv Wikimedia Commons. Wenn man auf das Kamerasymbol klickt, können Fotos zu Baudenkmalen aus dieser Liste hochgeladen werden:

## Oerrel

### Gruppe: Springgrund 9
Die Gruppe hat die ID: 33924598. Große vierseitige Hofanlage mit Wohnhaus, Stall und Scheune als Ziegelbauten von um 1906.

| Lage                        | Bezeichnung        | Beschreibung | ID       | Bild |
| --------------------------- | ------------------ | --- | -------- | ---- |
| 52° 41′ 8″ N, 10° 34′ 19″ O | Wohnhaus           | Eingeschossiger, queraufgeschlossener Ziegelbau unter Satteldach in Ziegelpfannendeckung. Außermittiges Zwerchhaus, von Pilastern flankiert, unter Satteldach mit Freigespärre. Geschosstrennendes Rautenfries mit mittiger Inschriftentafel, originale hölzerne Eingangstür. Fenster unter Segmentbogenstürzen. Tropfenfries, Zierband, Pilaster und Freigespärre an den Giebelseiten. | 33924598 | BW   |
| 52° 41′ 8″ N, 10° 34′ 17″ O | Scheune            | Ziegelbau unter Satteldach in Pfannendach mit hofseitigen Remisendächern. | 51002592 | BW   |
| 52° 41′ 8″ N, 10° 34′ 18″ O | Stall              | Ziegelbau mit Fachwerk im OG unter Satteldach in Pfannendeckung. | 51002441 | BW   |
| 52° 41′ 7″ N, 10° 34′ 19″ O | Wirtschaftsgebäude | Massiver Wirtschaftsanbau unter Satteldach mit hofseitiger Remise. Ziegelmauerwerk mit Ziersteinsetzungen. | 51066856 | BW   |

## Einzelbaudenkmale
| Lage                                                           | Bezeichnung               | Beschreibung | ID       | Bild |
| -------------------------------------------------------------- | ------------------------- | --- | -------- | ---- |
| (Allersehl) Eichenring 35 52° 44′ 0″ N, 10° 30′ 47″ O          | Backhaus                  | Kleines und niedriges Haus auf Hausteinsockel unter Satteldach in Ziegelpfannendeckung, Giebelseite mit Türchen und Holzverschalung. | 33924694 | BW   |
| (Langwedel) Hauptstraße 4 52° 40′ 39″ N, 10° 32′ 24″ O         | Wohnhaus                  | | 33924502 | BW   |
| (Langwedel) Hauptstraße 4 52° 40′ 38″ N, 10° 32′ 23″ O         | Stall                     | | 51175973 | BW   |
| (Langwedel) Hauptstraße 4 52° 40′ 39″ N, 10° 32′ 22″ O         | Stall                     | | 51176073 | BW   |
| (Langwedel) Hauptstraße 4 52° 40′ 39″ N, 10° 32′ 23″ O         | Scheune                   | | 51175867 | BW   |
| (Langwedel) Kurze Straße 1 52° 40′ 45″ N, 10° 32′ 26″ O        | Stall                     | Kleiner Fachwerkbau mit Lehmstakung und Ankerbalkenkonstruktion unter Satteldach in Krempziegeldeckung. Im 18. Jh. erbaut. | 33924526 | BW   |
| (Oerrel) Bokelsberg 52° 41′ 44″ N, 10° 35′ 7″ O                | Schafstall                | Satteldachtorso mit Viertelwalm in Wellplattendeckung auf Feldsteinsockel, Ausfachung mit Holzbohlen. | 33924550 | BW   |
| (Oerrel) Gogräfenberg 1 52° 41′ 10″ N, 10° 34′ 31″ O           | Wohn-/ Wirtschaftsgebäude | Eingeschossiger Vierständer-Fachwerkbau mit westlichen Queranbau im Wirtschaftsteil auf niedrigen Sandsteinsockel unter Walmdach in Ziegelpfannendeckung mit Niedersachsengiebeln. Symmetrisches Fachwerkgefüge mit gekuppelten Ständern in Ziegelausfachung. Nördliche Giebelseite mit zwei Toren und Ladeluke.                            | 33924670 | BW   |
| (Oerrel) Gogräfenberg 1 52° 41′ 10″ N, 10° 34′ 29″ O           | Schweinestall             | | 49729496 | BW   |
| (Oerrel) Hässelmühler Straße 2 52° 41′ 8″ N, 10° 34′ 34″ O     | Wohnhaus                  | Eingeschossiges, queraufgeschlossenes Wohnhaus in Ziegelbauweise unter Satteldach mit engobierten Dachsteinen. Siebenachsige symmetrische Frontfassade, Haupteingang hinter säulengestütztem Windfang, darüber Zwerchhaus mit Fachwerk im Giebeldreieck und Freigespärre. Segmentbogenfenster, im EG jeweils gekuppelt in doppelter Breite. | 33924573 | BW   |
| (Repke) Repker Dorfstraße 52° 42′ 18″ N, 10° 32′ 31″ O         | Schafstall                | Auf Feldsteinsockel als Halbwalmdachtorso in Kehlbalkenkonstruktion und Ziegelpfannendeckung. | 33924694 | BW   |
| (Weddersehl) Am Wettendorfer Wege 52° 44′ 24″ N, 10° 32′ 51″ O | Schafstall                | Fachwerkbau mit Lehmstakung auf Feldsteinsockel unter Halbwalmdach. Kehlbalken-Dachkonstruktion vollständig erhalten. Im 18. Jh. errichtet. | 33924717 | BW   |